# 1682 en littérature
| Années de la littérature : 1679 - 1680 - 1681 - 1682 - 1683 - 1684 - 1685    |
| Décennies de la littérature : 1650 - 1660 - 1670 - 1680 - 1690 - 1700 - 1710 |

Cet article présente les faits marquants de l'année 1682 en littérature.

## Événements
- L'écrivain japonais Ihara Saikaku abandonne la poésie haikai pour se consacrer au genre ukiyo-zōshi et publie à Osaka sa première œuvre en prose Kôshoku ichidai otoko (« L'homme qui ne vécut que pour aimer »), qui relate la vie amoureuse d'un libertin bisexuel au gré de ses errements[1] ; sont ainsi dénombrés comme conquêtes amoureuses 725 hommes et 3742 femmes[2]. De 1682 à sa mort en 1693, il produit une vingtaine d'œuvres[3].

## Parutions
- 13 février : privilège du roi accordé pour l'impression de l'ouvrage de Dominique Bouhours, Vie de saint Francois-Xavier : apôtre des Indes et du Japon, Paris, Sébastien Mabre-Cramoisy, 1682 (présentation en ligne).

- Mars : la Lettre sur la comète de Pierre Bayle est publié à Rotterdam sous la fausse adresse « à Cologne chez Pierre Marteau », puis réédité dès 1683 sous le titre Pensées diverses écrites à un docteur de Sorbonne à l'occasion de la Comète qui parut au mois de décembre 1680[4] (abrégé en Pensées sur la comète), approche rationaliste de la vague de peurs que suscite la grande comète[5].

- Jean Claude, L’Examen de soi-même pour se préparer à la communion, Samuel Périer, 1682 (présentation en ligne).
- John Dryden, Mac Flecknoe : or, A satyr upon the True-Blue-Protestant Poet, T.S., London, D. Green, 1682 (présentation en ligne).
- John Dryden, The Medall : A satire against sedition, London, Jacob Tonson (présentation en ligne).
- John Dryden, Religio Laici : or a laymans faith, London, Jacob Tonson, 1682 (présentation en ligne)

- John Bunyan, The Holy War (en), London, Dorman Newman and Benjamin Alsop, 1682 (présentation en ligne).
- Mary Rowlandson, A Narrative of the Captivity and Restoration of Mrs. Mary Rowlandson (en), Cambridge, Samuel Green, 1682 (présentation en ligne) (édition à Londres par Joseph Poole la même année).